# Charles M. Vest
Charles « Chuck » Marstiller Vest (9 septembre 1941 - 12 décembre 2013) est un ingénieur mécanique et administrateur universitaire américain. Il est président de l'Académie nationale d'ingénierie des États-Unis de 2007 à 2013, 15e président du Massachusetts Institute of Technology de 1990 à 2004, 7e prévôt de l'Université du Michigan de 1989 à 1990 et 11e doyen de l'Université du Michigan College of Engineering de 1986 à 1989.

## Biographie
Vest est né à Morgantown, en Virginie-Occidentale, en 1941. Il étudie au lycée de Morgantown.
Vest obtient un baccalauréat en sciences avec une spécialisation en génie mécanique de l'Université de Virginie-Occidentale en 1963. Il obtient une maîtrise en sciences de l'ingénierie en 1964 et un doctorat en philosophie en 1967, tous deux en génie mécanique de l'Université du Michigan, où il est ensuite professeur de génie mécanique
Vest est doyen de la faculté d'ingénierie de l'université du Michigan de 1986 à 1989 et prévôt de l'université de 1989 à 1990. Il est ensuite président du MIT de 1990 à 2004.
En 2004, une sélection de discours de Vest prononcés à l'époque où il est président du MIT est publiée sous le titre Pursuing the Endless Frontier: Essays on MIT and the Role of Research Universities.
Il reçoit un doctorat honorifique en droit de Harvard en 2005, de l'Université de Cambridge en 2006 et  en sciences de l'Université Tufts en 2011.
Vest siège au Conseil consultatif du président sur la science et la technologie et préside le groupe de travail sur l'avenir des programmes scientifiques au ministère de l'Énergie. À la demande du président Bill Clinton, il préside le Comité sur la refonte de la Station spatiale internationale, qui revitalise la station spatiale à un moment où son avenir est en question. Le 6 février 2004, il est nommé à la Commission du renseignement irakien par président George W. Bush.
Il est nommé président de l'Académie nationale d'ingénierie en 2007 et occupe ce poste jusqu'en 2013. Vest est membre du conseil consultatif du Festival américain des sciences et de l'ingénierie. Il est membre de l'Académie américaine des arts et des sciences et coprésident du programme de politique scientifique, d'ingénierie et de technologie de l'académie. En 2008, Vest est élu académicien honoraire de l'Academia sinica.
Le 12 décembre 2013, il meurt d'un cancer du pancréas, à l'âge de 72 ans,,.